# Tetrathemis longfieldae
Tetrathemis longfieldae – gatunek ważki z rodziny ważkowatych (Libellulidae).